# Austin Booker
Austin Booker (Greenwood, 14 dicembre 2002) è un giocatore di football americano statunitense che milita nel ruolo di defensive end per i Chicago Bears della National Football League (NFL).

## Carriera universitaria
Booker giocò a Minnesota dal 2021 al 2022. Dopo non essere sceso in campo nella prima stagione, disputò 6 partite nel 2022, mettendo a segno 2 tackle. A fine anno decise di trasferirsi all'Università del Kansas. Nell'unica stagione con i Jayhawks disputò 12 partite, mettendo a segno 56 placcaggi e 8 sack. Per le sue prestazioni fu inserito nella formazione ideale della Big 12 Conference e fu premiato come miglior nuovo arrivo dell'anno della stessa.

## Carriera professionistica

### Chicago Bears
Booker fu scelto nel corso del quinto giro (144º assoluto) del Draft NFL 2024 dai Chicago Bears. Nella sua prima stagione mise a segno 21 placcaggi e 1,5 sack disputando tutte le 17 partite, nessuna delle quali come titolare.